# Movimento Alternativa Socialista
O Movimento Alternativa Socialista (MAS), antes Ruptura/FER, é uma organização política trotskista portuguesa e é o resultado da fusão entre a Frente da Esquerda Revolucionária (FER), e os jovens activistas do movimento estudantil (Ruptura).

## História
O seu 1.º Congresso realizou-se em Abril de 2000 e o seu 5.º Congresso teve lugar em Lisboa em 2008. Os activistas do Ruptura/FER integraram o Bloco de Esquerda, animando a sua construção. Na Convenção Nacional do Bloco de Esquerda de 2007 ajudaram a impulsionar a Moção C junto com independentes (obtendo cerca de 15% dos votos). Na Conferência de Jovens do BE de 2007, o Ruptura/FER animou uma lista opositora (Lista B) que recolheu cerca de 33% dos votos, tendo então empenhado-se na construção de uma corrente própria ("Luta Socialista"), integrante do BE. No entanto, em Dezembro de 2011 a Ruptura/FER  abandonou o BE, e transformou-se em partido político, o "Movimento Alternativa Socialista".
Integrou a LIT-QI (Liga Internacional dos Trabalhadores - Quarta Internacional), corrente trotskista co-fundada por Nahuel Moreno, o Ruptura/FER tinha como partidos irmão, o PSTU no Brasil, o PRT-IR na Espanha (integra a Corriente Roja) ou o Partido d`Alternativa Comunista na Itália, entre outros. Em 2008 realizou-se o V Congresso do Ruptura/FER e o IX Congresso Mundial da LIT-QI.
Os seus principais trabalhos estruturais encontram-se no sector da Banca (onde os seus componentes junto com outros sectores animam a construção da Corrente MUDAR dentro do Sindicato de Bancários de Sul e Ilhas) e no movimento estudantil, onde no marco das lutas contra a privatização do Ensino Superior Público, os seus ativistas têm vindo a apresentar listas de oposição e movimentos, junto com outros estudantes, em várias faculdades ao longo dos últimos 15 anos (ISCTE, AAC, etc).
O Ruptura/FER afirma nos seus estatutos que: "luta contra a exploração capitalista e todas as formas de opressão do ser humano, por um regime de democracia socialista, pelo poder dos trabalhadores, que garanta a transição para o socialismo e o comunismo. Entendemos por socialismo uma sociedade em que o poder é exercido democraticamente pelos trabalhadores e por comunismo uma sociedade sem classes e sem estado. Isso implica o repúdio das "experiências" de gestão do capitalismo protagonizadas pela social-democracia (governos PS), quer dos regimes totalitários dominados por um partido único estalinista.
O MAS legalizou-se em agosto de 2013. Uma primeira tentativa de legalização em março de 2013 havia sido rejeitada, uma vez que os seus estatutos violavam as premissas exigidas pelo Tribunal Constitucional.
Em maio de 2017, o MAS (junto com o MAIS brasileiro) abandonou a LIT-QI, acusando a organização internacional de estar a fazer "uma revisão teórico-programática esquerdista, sectária e auto-proclamatória". Em julho de 2023 aderiu à União Internacional dos Trabalhadores - Quarta Internacional.
Em 2024, devido à apresentação de uma queixa judicial pelo "histórico" do partido Gil Garcia, na sequência de conflitos internos entre a ala por ele encabeçada e a de Renata Cambra, o MAS viu-se impedido de concorrer às eleições legislativas antecipadas de 2024. Esta exclusão do boletim de voto, ditada por uma deliberação a favor de Gil Garcia, marcaria o fim da disputa entre as duas facções pelo controlo do partido, com Renata Cambra e os com ela alinhados escolhendo abandonar o partido e fundar um novo: o Trabalhadores Unidos (TU), lançado em Setembro desse mesmo ano.

## Resultados Eleitorais

### Eleições legislativas
| Data | Líder         | Cl.           | Votos         | %             | +/-           | Deputados     | +/-           | Status            | Notas         |
| ---- | ------------- | ------------- | ------------- | ------------- | ------------- | ------------- | ------------- | ----------------- | ------------- |
| 2015 | Gil Garcia    | AGIR          | AGIR          | AGIR          | AGIR          | 0 / 230       |               | Extra-parlamentar |               |
| 2019 | Gil Garcia    | 21.º          | 3 158         | 0,06 / 100,00 |               | 0 / 230       | Estável       | Extra-parlamentar |               |
| 2022 | Renata Cambra | 18.º          | 6 494         | 0,11 / 100,00 | 0,05          | 0 / 230       | Estável       | Extra-parlamentar |               |
| 2024 | Não concorreu | Não concorreu | Não concorreu | Não concorreu | Não concorreu | Não concorreu | Não concorreu | Não concorreu     | Não concorreu |

### Eleições europeias
| Data | Cabeça-d-Lista | Cl.  | Votos  | %             | +/-  | Deputados | +/-     |
| ---- | -------------- | ---- | ------ | ------------- | ---- | --------- | ------- |
| 2014 | Gil Garcia     | 13.º | 12 442 | 0,38 / 100,00 |      | 0 / 21    |         |
| 2019 | Vasco Santos   | 17.º | 6 641  | 0,20 / 100,00 | 0,18 | 0 / 21    | Estável |
| 2024 | Gil Garcia     | 14º  | 5 057  | 0,13 / 100,0  | 0,07 | 0 / 21    | Estável |

### Eleições presidenciais
| Data | Candidato apoiado | 1ª Volta | 1ª Volta | 1ª Volta       | 2ª Volta | 2ª Volta | 2ª Volta |
| Data | Candidato apoiado | Cl.      | Votos    | %              | Cl.      | Votos    | %        |
| ---- | ----------------- | -------- | -------- | -------------- | -------- | -------- | -------- |
| 2016 | Marisa Matias     | 3º       | 469 814  | 10,12 / 100,00 |          |          |          |
| 2021 | Marisa Matias     | 5º       | 165 127  | 3,96 / 100,00  |          |          |          |

### Eleições autárquicas(os resultados apresentados excluem os resultados de coligações que envolvem o partido)
| Data | Cl.  | Votos | %             | +/-     | Presidentes CM | +/-     | Vereadores | +/-     | Assembleias Municipais | +/-           | Assembleias de Freguesias |               |
| ---- | ---- | ----- | ------------- | ------- | -------------- | ------- | ---------- | ------- | ---------------------- | ------------- | ------------------------- | ------------- |
| 2017 | 23.º | 943   | 0,02 / 100,00 |         | 0 / 308        |         | 0 / 2 074  |         | Não concorreu          | Não concorreu | 0 / 2 074                 |               |
| 2021 | 44.º | 889   | 0,03 / 100,00 | Estável | 0 / 308        | Estável | 0 / 2 074  | Estável | 0 / 6 461              | Estável       | Não concorreu             | Não concorreu |

### Eleições regionais

#### Região Autónoma dos Açores
| 2016 | Eduardo Jorge Pimentel Rodrigues Pereira | 13.º          | 66            | 0,07 / 100,0  |               | 0 / 57        | Extra-parlamentar |               |               |               |
| 2020 | Não concorreu                            | Não concorreu | Não concorreu | Não concorreu | Não concorreu | Não concorreu | Não concorreu     | Não concorreu | Não concorreu | Não concorreu |
| 2024 | Não concorreu                            | Não concorreu | Não concorreu | Não concorreu | Não concorreu | Não concorreu | Não concorreu     | Não concorreu | Não concorreu | Não concorreu |

#### Região Autónoma da Madeira
| 2015 | José Carlos Jardim | 9.º           | 1 715         | 1,34 / 100,0  |               | 0 / 57        | Extra-parlamentar |               |               |               |
| 2019 | Não concorreu      | Não concorreu | Não concorreu | Não concorreu | Não concorreu | Não concorreu | Não concorreu     | Não concorreu | Não concorreu | Não concorreu |
| 2023 | Não concorreu      | Não concorreu | Não concorreu | Não concorreu | Não concorreu | Não concorreu | Não concorreu     | Não concorreu | Não concorreu | Não concorreu |